# Patrice Faye
Patrice Faye est un expatrié français né le 11 décembre 1953 à Lyon, travaillant comme guide touristique au Burundi à partir de 1978. Il est connu pour avoir nommé Gustave un crocodile géant à la réputation de « mangeur d'hommes »,.

## Biographie
Cadet d'une fratrie de trois enfants, Patrice Faye commence une carrière de plombier, puis sa passion des voyages[style à revoir] le mène au Canada et en Rhodésie, avant de partir en Afrique du sud. De là, il gagne le Burundi à vélo et s'y installe sur les rives du lac Tanganyika,. Il habite dans une propriété de 2 ha nommée Castel Croc et y installe une cage à reptiles. Il acquiert une certaine notoriété dans le pays pour son travail sur les serpents et les crocodiles.
Il épouse une femme de nationalité rwandaise avec laquelle il a deux enfants dont le chanteur et écrivain Gaël Faye. Pendant la guerre civile, il sauve plusieurs centaines de personnes en leur offrant un espace pour se cacher et de la nourriture. Il crée ensuite une ONG « SOS Enfants du Burundi » et fonde en parallèle trois écoles pour accueillir des orphelins et miséreux ainsi que des Batwas, pygmées marginalisés. 
En 2002, il participe au documentaire Le Monstre du Tanganyika, un reportage sur sa chasse au crocodile géant de 6 m de long. Il baptise l'animal Gustave. Le film d'horreur américain Primeval s'inspire directement de cette histoire.
Parallèlement à son activité d'herpétologue et de guide touristique, il écrit et met en scène des pièces de théâtre ainsi que des sketchs critiques à l'égard du pouvoir. Il est également connu localement pour avoir eu une émission de télévision satirique. Il serait, selon le quotidien Iwacu, la troisième personnalité préférée des Burundais,. 

### Accusation de viol et procès
En avril 2011, cinq orphelines accueillies dans les écoles qu'il a fondées portent plaintes pour viol. Il est condamné le 25 juillet de la même année à une peine de 25 ans d'emprisonnement. Selon ses avocats, aucune « enquête préalable » n'a été menée. Son procès, d'une durée de cinq heures, s'est tenu dans la langue locale qu'il ne parle pas ; les plaignantes n'ont pas subi de contre-interrogatoire malgré des doutes manifestes sur leur témoignage, y compris de conflit d'intérêts ; il n' y a pas eu d'expertise sur le site ou le corps de l'accusé,. L'avocate des plaignantes facilite une interview des jeunes filles par la presse. Elle est emprisonnée puis libérée sept jours plus tard sans qu'un interrogatoire ait eu lieu.
Au cours de l'été, son fils dénonce publiquement les conditions de détention et parle d'un complot contre son père, lié à des sketchs qui n'auraient pas plu au pouvoir politique. Il envisage d'organiser des manifestations devant l'ambassade du Burundi à Paris et lance un comité de soutien. Le gouvernement français parle de son côté d'« une enquête bâclée et de faux témoignages ». Le ministère des Affaires étrangères intervient à plusieurs reprises ; Patrice Faye est rapatrié sur le territoire national le 18 octobre 2011 pour y être soigné après que les autorités judiciaires burundaises lui ont accordé une mesure de liberté provisoire. 
En 2020, il habite au Togo.

## Petit Pays

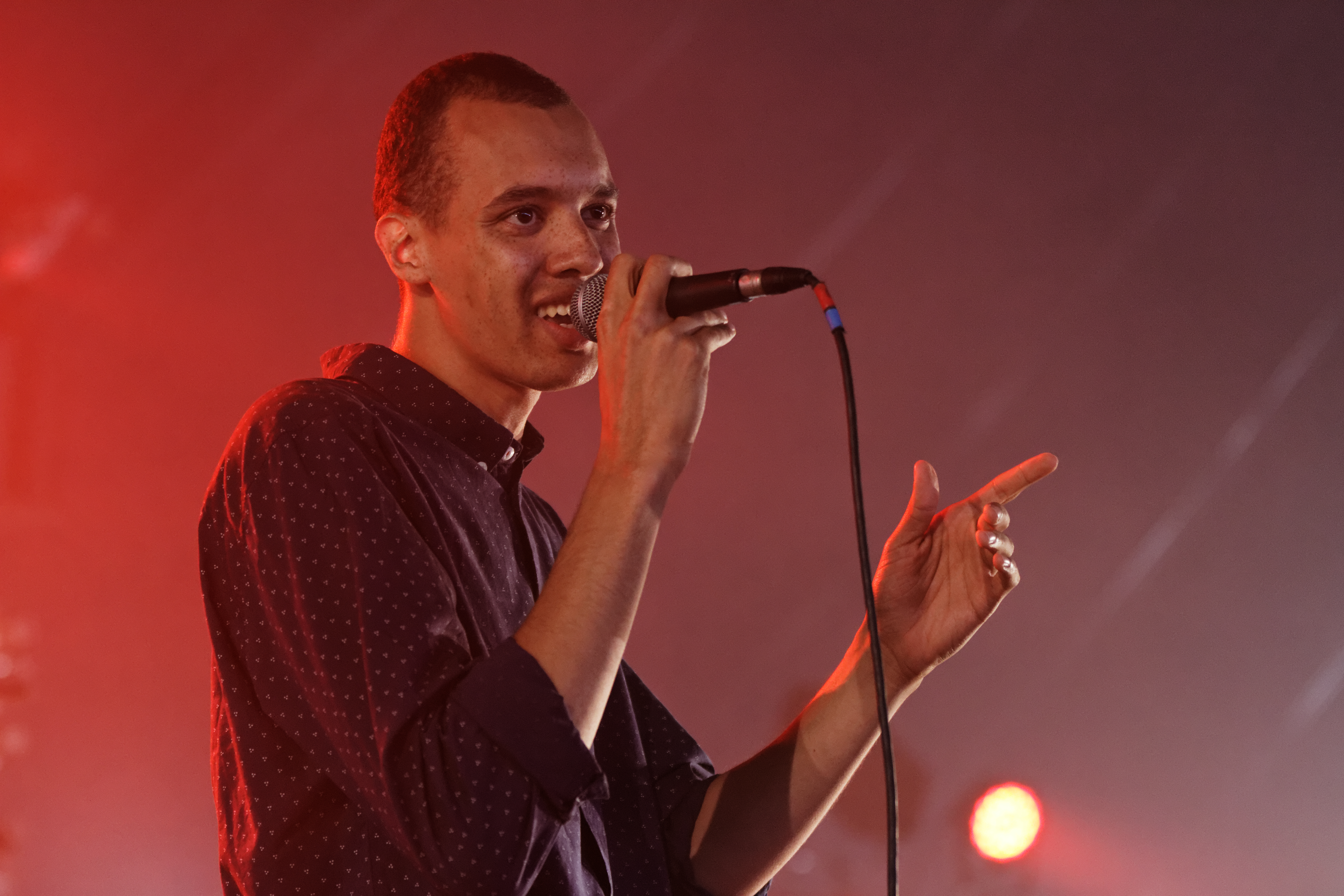
Gaël Faye en 2013

Le roman Petit Pays de Gaël Faye paru en 2016, qui n'est pas à proprement parler autobiographique mais provient en partie de son expérience, a fait l'objet d'une adaptation au cinéma en 2020. Le personnage inspiré par Patrice Faye est joué par Jean-Paul Rouve.

## Œuvres

### Livres
- Parcours d’un Aventurier Humaniste, L’Harmattan, 2010, 252 p.  (ISBN 978-2296120631)
- Avec Jean Delorme, Enfant du Burundi, Société des Ecrivains, 2010, 132 p.  (ISBN 978-2-748-04690-8)

### Théâtre
- Kamenge 94
- Unité,Travail, Progrès
- Les Fusillés
- Un jeune homme responsable s'abstient (2007, créé pour la Troupe Lampyre)
- Des Colons et des Nègres (2014)[21]
- Vérité et Réconciliation

### Reportages et films
- Le monstre du Tanganyika (2002)
- Journal d'un coopérant (2010)